# Życie dla nauki
Życie dla nauki (ros. Академик Иван Павлов, Akadiemik Iwan Pawłow) – radziecki film z 1949 roku w reżyserii Grigorija Roszala. Film biograficzny o Iwanie Pawłowie.

## Obsada
- Aleksandr Borisow jako Iwan Pawłow
- Nina Alisowa jako Warwara Iwanowa
- Władimir Czestnokow jako Zabielin
- Fiodor Nikitin jako prof. Zwancew
- Władimir Bałaszow jako Siemionow
- Nikołaj Płotnikow jako Nikodem
- Marjana Safonowa jako Serafima
- Iwan Dmitriew jako Dmitrij Pawłow
- Grigorij Szpigel jako prof. Pietriszczew
- Wasilij Sofronow jako Tielegin

## Wersja polska
Dubbing wykonano w studio dubbingowym P.P. „Film Polski” w Łodzi
- Opracowanie wersji polskiej i rozpowszechnianie: P.P. „Film Polski”
- Kierownictwo produkcji: Henryk Kryszkowski

Głosów użyczyli:
- Artur Młodnicki jako Iwan Pawłow
- Antonina Gordon-Górecka jako Warwara Iwanowa
- Leon Łuszczewski jako Zabielin
- Aleksander Suchcicki jako prof. Zwancew
- W. Dunin-Brzeziński jako Siemionow
- Stefan Śródka jako Nikodem
- Halina Jezierska jako Serafima
- Adam Daniewicz jako Dmitrij Pawłow
- Edward Dziewoński jako prof. Pietriszczew
- Władysław Grabowski jako Tielegin

Źródło:

## Literatura
- Papawa Michaił, Życie dla nauki, tłum. Roguski Władysław, Biblioteka Scenariuszy Filmowych, 1952, (tom: 18)[3].